# Kattigenahalli, Chintamani
Kattigenahalli là một làng thuộc tehsil Chintamani, huyện Chikkaballapur, bang Karnataka, Ấn Độ.